# Hôpital André Mignot

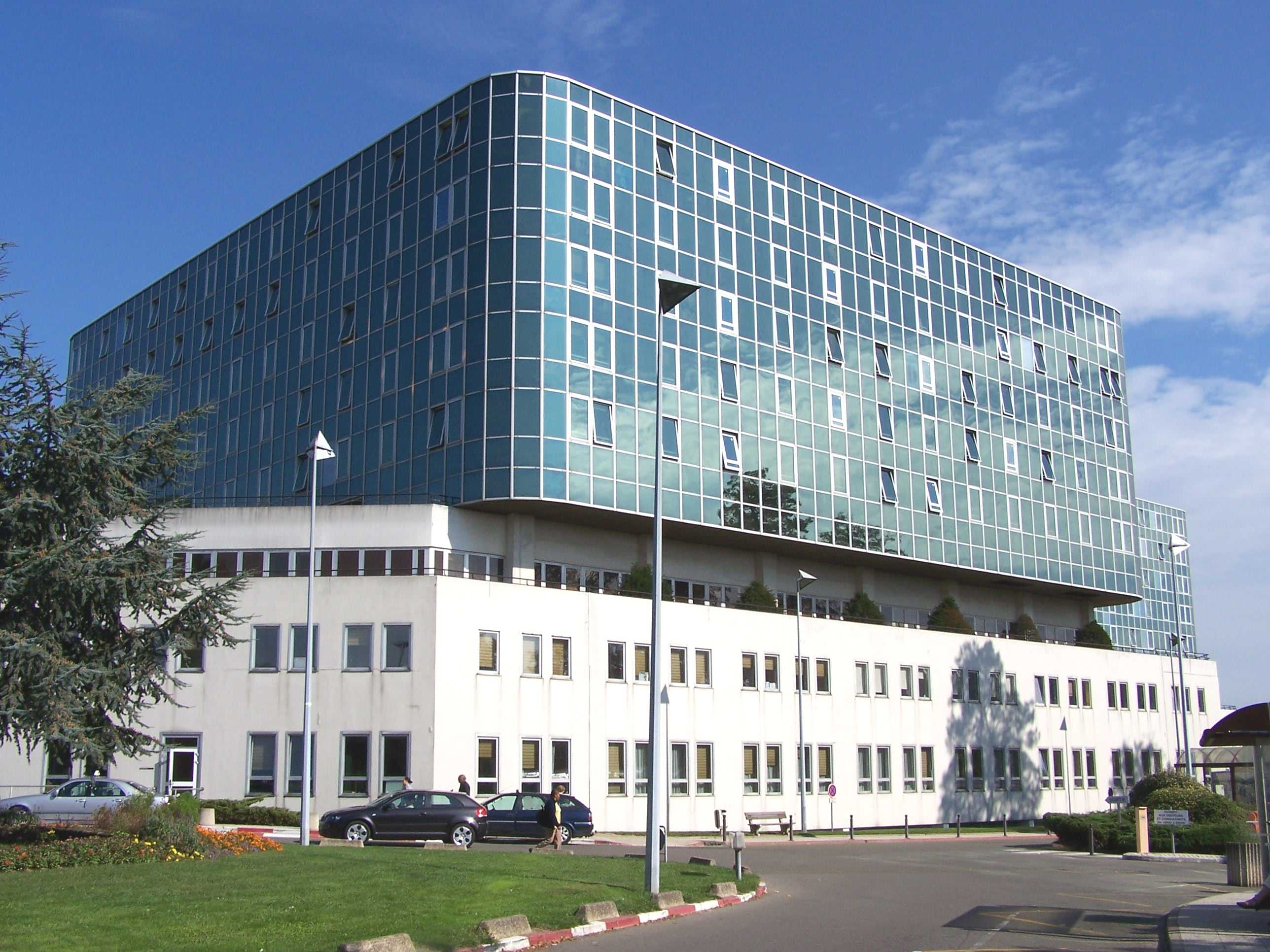
Hôpital André-Mignot

Das Hôpital André-Mignot ist ein Krankenhaus in Le Chesnay (Frankreich), das 1981 gegründet wurde. Es gehört heute zum öffentlichen Krankenhausverbund Centre Hospitalier de Versailles (CHV). Die Adresse lautet 177 rue de Versailles.
Es ist ein Lehrkrankenhaus der Universität Versailles.